# كليمنتينا بلاك
كانت كليمنتينا ماريا بلاك (27 يوليو 1853 - 19 ديسمبر 1922) كاتبة إنجليزية، نسوية ونقابية عمال رائدة، مرتبطة بشكل وثيق مع الاشتراكيين الماركسيين والفابيين. عملت باستمرار في سبيل حقوق المرأة في العمل وحقها في التصويت.

## بداية حياتها
وُلدت كليمنتينا بلاك في برايتون، وهي واحد من ثمانية أطفال للمحامي والكاتب ومحقق الوفيات، ديفيد بلاك (1817-1892)، وزوجته، كلارا ماريا باتن (1825-1875)، ابنة رسام بورتريه ملكي. تعلمت في المنزل، بشكلٍ رئيسي من قبل والدتها، وأصبحت تتحدث الفرنسية والألمانية بطلاقة.
في عام 1875، توفيت والدة كليمنتينا بسبب تمزق نتج أثناء محاولتها حمل زوجها العاجز، الذي فقد القدرة على استخدام ساقيه. باعتبارها الابنة الكبرى، أصبحت كليمنتينا مسؤولة عن أب عاجز وسبعة إخوة وأخوات، بالإضافة لعملها كمعلمة. من بين أشقائها عالم الرياضيات آرثر بلاك والمترجم كونستانس غارنيت. انتقلت هي وشقيقاتها في ثمانينيات القرن التاسع عشر إلى ميدان فيتزروي في لندن، حيث قضت وقتها هناك في دراسة المشاكل الاجتماعية، والقيام بالأعمال الأدبية، وإلقاء محاضرات حول أدب القرن الثامن عشر.

## حياتها السياسية
تعرفت بلاك على اشتراكيين وماركسيين وفابيين وأصبحت صديقةً لعائلة ماركس، ولا سيما إليانور ماركس. شاركت على مدى فترة طويلة في حلّ مشاكل النساء من الطبقة العاملة والحركة النقابية العمالية الناشئة. في عام 1886، أصبحت أمينة شرفية لرابطة النقابات العمال النسائية ودعمت اقتراح المساواة في الأجور في مؤتمر اتحاد نقابة العمال لعام 1888. في عام 1889، ساعدت في تشكيل جمعية نقابات العمال النساء، والتي أصبحت فيما بعد المجلس الصناعي للمرأة.
كانت بلاك من بين منظمي إضراب براينت ومايو في عام 1888. وكانت أيضاً ناشطة في جمعية فابيان. في عام 1895، أصبحت رئيسة تحرير مجلة «أخبار المرأة الصناعية،» وهي مجلة المجلس الصناعي للمرأة، والتي شجعت نساء الطبقة المتوسطة على تقديم تقارير عن ظروف عمل النساء الفقيرات. في عام 1896 بدأت بلاك حملةً من أجل المطالبة بالحد الأدنى القانوني للأجور. وبحلول أوائل القرن العشرين، كانت أيضاً نشطةً في حملة حق المرأة بالتصويت المزدهرة.

## كتابتها
نشرت بلاك أول رواية لها من أصل سبعة، والتي تحمل عنوان «ساسكس إيديل،» في عام 1877. كما نشرت كتاب «مُحرض» (1894) التي يتمحور حول قائد إضراب اشتراكي. وقد وصفه إليانور ماركس بأنها «سرد واقعي لحركة الطبقة العاملة البريطانية.» لم تكن كتبها الأخرى سياسية، كان آخر كتابٍ لها، «لينيل أوف باث» (1911)، من بين الأكثر نجاحاً.
تم تسمية كتابي بلاك السياسيان، «الصناعة المُتعرقة والحد الأدنى للأجور» (1907) و«صناع ملابسنا: قضية للمجالس التجارية» (بالاشتراك مع سي.ماير، 1909)، بـ«أعمال دعاية القوية.»

## قائمة بمؤلفاتها
1. ساسكس إيديل (رواية، لندن: صموئيل تينسلي، 1877)
2. أورلاندو (رواية  لندن: سميث، إلدر والشركة، 1879)
3.  ميريكاس وقصص أخرى (لندن: دبليو ساتشيل والشركة، 1880)
4.  ملكة جمال فوكلاند وقصص أخرى (لندن: لورانس وبولن، 1892)
5. مُحرض (لندن: بليس، ساندز آند والشركة، 1894)
6. مع ستيفن إن فوكس. قوانين الشحن: ما الذي تفعله، وما الذي يجب عليها فعله (لندن: جمعية نقابات العمال النساء، 1894)
7. الأميرة ديزيريه (لندن: لونغمانز، 1896)
8. مطاردة كاميلا (لندن: بيسون، 1899)
9. فريدريك ووكر (لندن، دكوورث والشركة، نيويورك، ي.ب. داتون والشركة، 1902)
10. مسرحيات رياض الأطفال (شعر، لندن: ر. ب. جونسون، 1903)
11. الصناعة المتعرقة والحد الأدنى للأجور (لندن: داكورث، 1907)
12. كارولين (لندن، جون موراي، 1908)
13. قضية للمجالس التجارية (1909)
14. مع أديل ماير. صناع ملابسنا: حالة للمجالس التجارية. نتائج التحقيق لمدة عام في عمل المرأة في لندن في الخياطة، صناعة الفساتين، وتجارة الملابس الداخلية (لندن: داكورث، 1909)
15. لينديز الحمام (لندن: سيكر، 1911)
16. عمل المرأة المتزوجة، مع آخرين من المجلس الصناعي للمرأة (لندن: ج. بيل وأولاده، 1915)
17. طريقة جديدة للتدبير المنزلي (لندن: كولينز، 1918)

## حياتها الخاصة
استضافت كليمنتينا بلاك، التي ظلت غير متزوجة، ابنة أختها جيرترود سبيدويل لتستقر في منزلها، بعد أن قتل والد الفتاة، شقيق كليمنتينا آرثر، زوجته وابنه قبل انتحاره (كما ورد في مجلة التايمز، 21 يناير 1893). توفيت بلاك في منزلها في بارنز، ساري، في 19 ديسمبر 1922 ودُفنت في مقبرة إيست شين، لندن.